# Wilfred Owen
Wilfred Edward Salter Owen (Oswestry (Shropshire), 18 maart 1893 – bij Ors (Frankrijk), 4 november 1918) was een Engelse dichter en militair. Hij wordt door velen als de beste van de Engelse 'War Poets' (een benaming voor dichters die schreven tijdens en over de Eerste Wereldoorlog) beschouwd. Zijn schokkende en realistische oorlogspoëzie over de verschrikkingen van de loopgravenoorlog en gasaanvallen werd sterk beïnvloed door zijn vriend Siegfried Sassoon. Veel van zijn werk werd pas na zijn dood gepubliceerd.

## Jeugd
Owen werd geboren in Oswestry (Shropshire), als oudste van 4 kinderen. De familie werd, na de dood van zijn grootvader in 1897, gedwongen om in een mindere buurt van Birkenhead te gaan wonen. Na zijn middelbareschoolopleiding in Birkenhead te hebben afgesloten, deed hij in 1911 toelatingsexamen voor de Universiteit van Londen. Hij slaagde daarvoor, maar kwam echter niet in aanmerking voor een beurs. Om zijn studies te kunnen bekostigen werkte hij onder andere als assistent van de dominee van Dunsden en als leerling-docent aan de Wyle Cop School. Bij het uitbreken van de Eerste Wereldoorlog werkte Owen als privéleraar Engels en Frans in Bordeaux.

## Militaire dienst
Op 21 oktober 1915 meldde hij zich, voornamelijk uit romantische overwegingen, als vrijwilliger aan bij het leger. In januari 1917 werd hij, als tweede luitenant, toegevoegd aan The Manchester Regiment. Na een aantal traumatische ervaringen (zo zat hij 3 dagen vast in een bomkrater) werd hij met een shellshockdiagnose naar huis gestuurd en opgenomen in het Craiglockhart War Hospital in Edinburgh. Het was daar dat hij Siegfried Sassoon ontmoette.
Na zijn ontslag uit Craiglockhart was Owen enkele maanden gelegerd in Scarborough. In juni 1918 keerde hij, vrijwillig, terug in actieve dienst in Frankrijk, hoewel hij ook voor de rest van de oorlog in Engeland had kunnen blijven. Zijn beslissing om terug te keren was vrijwel zeker het gevolg van Sassoons terugkeer naar Engeland. Sassoon was gewond geraakt en met permanent ziekteverlof naar huis gestuurd. Owen zag het als zijn plicht Sassoons plaats aan het front over te nemen, zodat de gruwelijke realiteit van de oorlog verteld bleef worden. Sassoon was een zeer uitgesproken tegenstander van Owens terugkeer naar het front. Hij dreigde zelfs "hem in zijn been te steken" als hij toch ging. Om zijn vriend niet in verlegenheid te brengen, informeerde Owen hem pas toen hij al in Frankrijk was.
Na zijn terugkeer aan het front leidde Owen op 1 oktober 1918 een aanval op een aantal Duitse stellingen bij Joncourt. Voor zijn moed en leiderschap bij deze actie werd hem (postuum) het Military Cross toegekend.

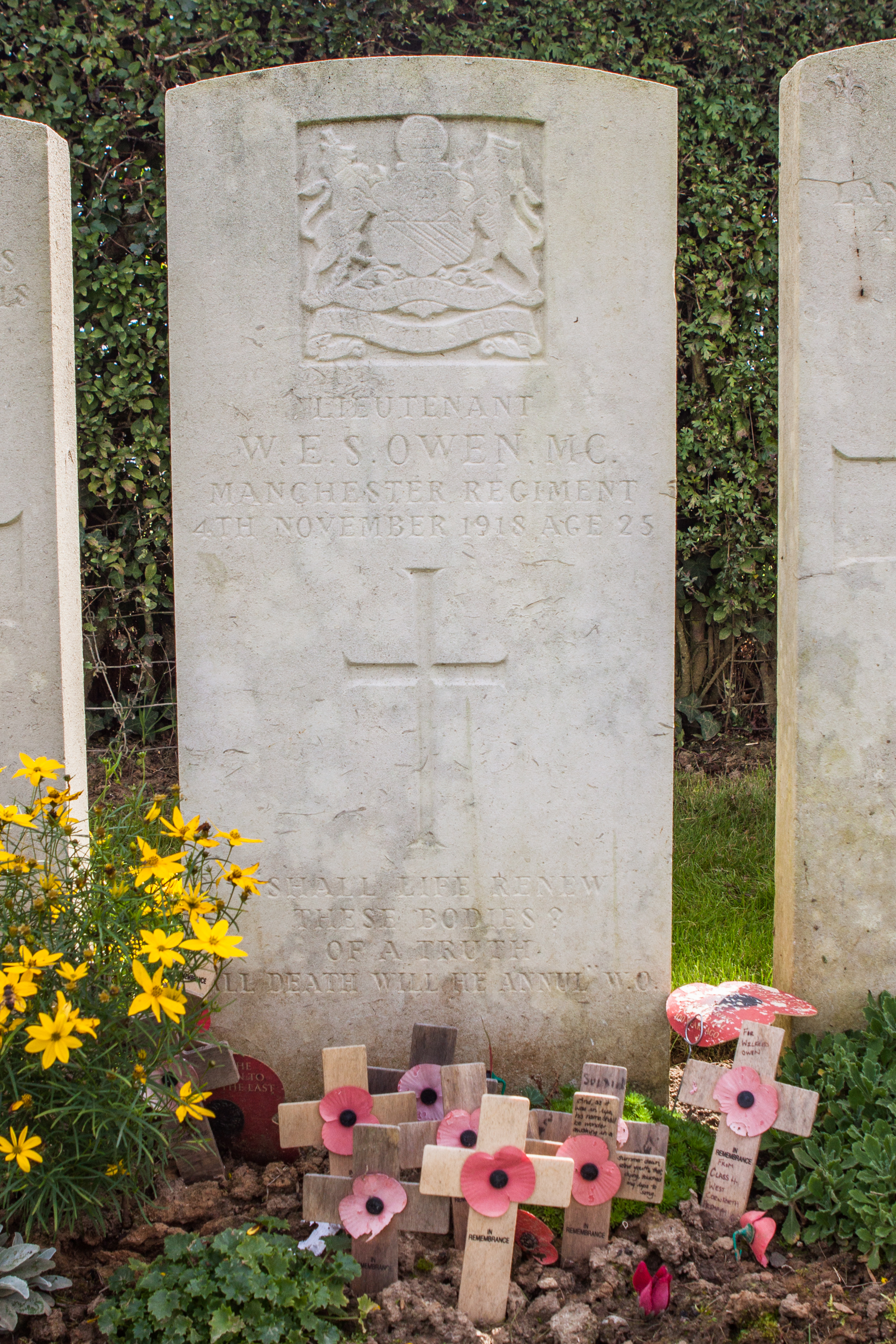
Ors Communal Cemetery, graf van Wilfred Owen

Owen sneuvelde op 4 november 1918 tijdens een actie bij het Sambre-Oise kanaal, bijna tot op het uur een week voor het tekenen van de wapenstilstand. Daags na zijn dood werd zijn bevordering tot luitenant bekrachtigd. Zijn moeder ontving het bericht van zijn dood op 11 november 1918 (Armistice Day), terwijl de kerkklokken luidden om het einde van de oorlog te vieren.
Hij ligt begraven op de gemeentelijke begraafplaats van Ors. Er zijn voor hem in Gailly, Ors, Oswestry en Shrewsbury gedenktekens opgericht. In het Craiglockhart War Hospital, nu een gebouw van de Napier universiteit, is een klein museum gewijd aan Owen en Sassoon.

## Poëzie
Owen wordt gezien als een van de belangrijkste (Engelse) dichters van de Eerste Wereldoorlog, beroemd om zijn oorlogspoëzie over de verschrikkingen van een loopgravenoorlog en gifgasaanvallen. Zijn grote vriend, Siegfried Sassoon had een duidelijke invloed op Owens werk. Zij ontmoetten elkaar in 1917 in het Craiglockhart War Hospital (Edinburgh), waar beiden werden behandeld voor 'shell shock'.
Owen voelde zich al op jeugdige leeftijd aangetrokken tot de dichtkunst, voornamelijk door zijn fascinatie voor het werk van John Keats, wiens invloed merkbaar aanwezig is in zijn vroege werk. Zijn poëzie veranderde sterk tijdens zijn verblijf in Craiglockhart. Als onderdeel van zijn therapie werd Owen, door zijn behandelend arts, aangemoedigd zijn ervaringen in Frankrijk om te zetten in gedichten. Dit zou een duidelijke breuk met zijn eerdere werk betekenen, dat voornamelijk uit luchtige sonnetten bestond. Sassoons invloed bestond vooral uit het stimuleren van een andere stijl en inhoud van de gedichten. Owen nam vooral Sassoons satire en realisme over. Er zijn verscheidene handgeschreven manuscripten van Owens werk bekend, compleet met Sassoons commentaar.
De grootste bijdrage aan Owens roem door Sassoon is waarschijnlijk de promotie van diens werk geweest, zowel voor als na zijn dood. Sassoon was een van Owens eerste redacteuren, al tijdens hun verblijf in Craiglockhart. Owens werk is zeer herkenbaar en hij wordt een groter dichter dan Sassoon geacht.
Hoewel hijzelf al plannen had voor een dichtbundel - hij had er al een inleiding voor geschreven - werd zijn werk pas na zijn dood uitgegeven.
Tot zijn bekendste gedichten behoren Anthem for Doomed Youth, Dulce et Decorum est en The Parable of the Old Man and the Young.

## Verwijzingen in (populaire) cultuur
- De Engelse componist Benjamin Britten integreerde delen van Owens werk in zijn War Requiem, geschreven ter gelegenheid van de herbouw van de in de Tweede Wereldoorlog verwoeste kathedraal van Coventry.
- Hoewel Pat Barkers boek Regeneration (1991) vooral over Sassoon en zijn arts W.H.R. Rivers gaat, komt uiteraard ook zijn ontmoeting en relatie met Owen naar voren.
- Het toneelstuk Not About Heroes van Stephen MacDonald gaat over de vriendschap tussen Owen en Sassoon. Het begint met hun ontmoeting in Craiglockhart.
- Het eerste couplet van Anthem for Doomed Youth wordt voorgedragen door Bruce Dickinson als introductie van het nummer Paschendale op het Iron Maiden-livealbum Death on the Road (2005).